# 上海佛学院
上海佛学院是位于中国上海市普陀区安远路170号玉佛禅寺内的佛教院校。

## 沿革
上海佛学院由玉佛禅寺住持释远尘创建于1942年，院址设在玉佛禅寺。1942年5月29日该学院举行了开学典礼。1945年该校停办，1946年重新开学，1949年停办。
1983年秋，上海佛学院重新创办，院址仍设在玉佛禅寺内。1985年秋，该院设研究班，同时在慈修庵开办上海佛学院尼众班（后来该班1989年9月迁云居庵，1996年9月设于沉香阁）。

## 历任院长
1. 释震华（1942年－1947年）
2. 释苇舫（1948年－1949年）[1]
3. 释真禅（1983年－1995年）
4. 释明旸（1995年－2002年）
5. 释慧明（2003年11月至今）